# ريغي غراي
ريغي غراي (بالإنجليزية: Reggie Gray)‏ هو لاعب كرة قدم أمريكية أمريكي، ولد في 29 أبريل 1984 في شيكاغو في الولايات المتحدة.